# Биляча (Босния и Герцеговина)
Биляча (серб. Биљача / Biljača) — село в  общине Братунац Республики Сербской Боснии и Герцеговины. Население составляет 324 человека по переписи 2013 года.